# よみうりニュース NNN
よみうりニュース NNN（よみうりニュース エヌエヌエヌ）は、大阪市中央区に本社を置く讀賣テレビ放送（ytv）の関西ローカルニュース番組の題である。2023年2月現在、そのタイトルで放送されている番組はない。

## 概要
開局当初は日本テレビ発の『NTVニュース』のタイトルを『よみうりニュース』に差し替えて放送していた。1966年のNNN発足に伴い、『よみうりニュース NNN』に改題。
以降は土曜と日曜の午後の5分間のローカルニュースとして放送された（平日は代わりに『読売新聞ニュース』を放送）他、全国ネットのニュース番組（『NNN朝のニュース』『NNN昼のニュース』〉の差し替えタイトルとして使われた。また、夕方のローカルニュースも1978年に『テレトーク10』が立ち上げられる以前はこのタイトルでの放送であった。
オープニング映像は、開局当初は読売新聞社旗がはためいているのを背景に『よみうりニュース 讀賣新聞社』の字幕が出るものであった。カラー化以降も日本テレビ発のタイトルではなくグード図法の世界地図をベースにしたytv独自のものが用いられたが、1988年7月よりOBPの初代社屋へ移転に先立って高層ビルが林立する都市をイメージした映像に変更された。カラー化以降のBGMは前者が黛敏郎作曲の「NNNニュースのテーマ」（1982年4月からは映像もそのままで三枝成彰作曲のものに変更）が、後者はオリジナルが用いられた。
ちなみにNNNニュースのテーマは、オープニングの尺により地方向けのキーが高い物をさらに高くしたものと、キーが標準の物とが使い分けられた。
読売テレビは「NNNスポーツニュース」も「よみうりスポーツニュース」と差し替えていた。
しかし1996年4月改編で、土曜と日曜の朝のニュースが『NNNニュースサタデー』『NNNニュースサンデー』、昼のニュースが『NNNニュースダッシュ』（現在の『NNNストレイトニュース』）に改題された際にNNNの全国ニュースは日本テレビと同一タイトルとになり、それ以降は土曜・日曜午後のローカルニュースのみの放送となる。後にローカルニュースも編成上の都合により撤廃され、『よみうりニュース』を冠する番組は消滅した。
なお、昼前のニュースの一部は、日テレNEWS24を通じて、実質全国で視聴が可能である。

## 放送時間
- 土曜日 17:18 - 17:30 『news every.サタデー』に内包。
- 日曜日 18:50 - 18:55 『真相報道 バンキシャ!』に内包。